# Baktalórántháza VSE
A Baktalórántháza VSE egy labdarúgócsapat, amely 1916-ban alakult. A játékosok nagy része helyi kötődésű, itt nevelkedett amatőr labdarúgó. A legjelentősebb támogató a város önkormányzata, de kisebb vállalkozók is nyújtanak szponzori támogatást. A csapat öt éven keresztül 2005 és 2010 között a másodosztály tagja volt. A 2022/2023-as szezonban a Szabolcs-Szatmár-Bereg vármegyei II. osztályban szerepel.